# Ryūkyū (chien)
Pour les articles homonymes, voir Ryūkyū (homonymie).
Le chien de Ryūkyū (琉球犬, en okinawaïen : Rūchū-ken ; en japonais : Ryūkyū-inu ou Ryūkyū-ken) est une race de chiens originaire de l'archipel éponyme.
C'est un chien de taille moyenne. Race très ancienne, le ryūkyū-inu est en voie de disparition au début du XXe siècle, en raison des croisements avec d'autres races japonaises et occidentales. En 2015, on dénombrait 400 individus de la race. Contrairement aux autres races japonaises, le ryūkyū-inu n'est pas protégé par l'association pour la préservation des races japonaise Nihon Ken Hozonkai (en) mais par son homologue la Ryūkyū Ken Hozonkai.

## Histoire
Le chien de Ryūkyū est originaire de l'île Okinawa. C'était un chien de chasse utilisé pour abattre et regrouper les sangliers mais aussi rarement utilisé pour chasser les oiseaux. Son histoire est peu connue et la race est devenue rare. Au début du XXe siècle, on pensait que presque tous les individus de race pure avaient disparu après la Seconde Guerre mondiale à cause des successions de pénuries sur les îles et des croisements avec d'autres races. Au début des années 1980, le fondateur de la Ryūkyū Ken Hozonkai, Yoshio Aragaki, a sauvegardé la race lorsqu'il a trouvé quelques spécimens de race pure dans la bambouseraie de Yambaru (en)[réf. nécessaire].